# 3765 Texereau
3765 Texereau је астероид главног астероидног појаса чија средња удаљеност од Сунца износи 2,841 астрономских јединица (АЈ).
Апсолутна магнитуда астероида је 12,7.